# Hanussen (1988)
Hanussen ist ein biografischer Film des ungarischen Filmregisseurs István Szabó aus dem Jahr 1988, der das Leben des Wahrsagers Erik Jan Hanussen – gespielt von Klaus Maria Brandauer – behandelt. Die deutsch-österreichisch-ungarische Koproduktion wurde auf deutscher Seite von der CCC-Film unter Artur Brauner und dem ZDF finanziert.

## Handlung
Der Zugführer Klaus Schneider wird während des Ersten Weltkriegs in ein Lazarett eingeliefert. Dort findet der Arzt Dr. Bettelheim heraus, dass der wegen Kopfverletzungen behandelte Schneider eine hellseherische Gabe besitzt. Nach dem Krieg trifft er Hauptmann Nowotny wieder, der im Krieg mit einem Fronttheater für Unterhaltung bei den Soldaten gesorgt hat, und der jetzt sein Berater und Manager wird. Nachdem er auf Anraten Nowotnys seinen Namen in Erik Jan Hanussen geändert hat und eine erfolgreiche Karriere als Varieté-Star gestartet hat, wird er wegen der Voraussage des Untergangs eines Kreuzfahrtschiffes schlagartig berühmt. Nach einer Verhaftung und einem anschließenden Prozess wegen Hochstapelei wird er freigesprochen, da er vor Gericht seine besonderen Fähigkeiten vorführt.
In Berlin, wohin er mit seiner Freundin Valery (genannt Wally) und Nowotny gezogen ist, bewegt er sich bei den „oberen Zehntausend“. Als die Voraussage, Adolf Hitler werde zum Reichskanzler ernannt, tatsächlich eintritt, machen ihm Nowotny und Wally schwere Vorwürfe, da er zuvor immer darauf beharrt hat, ein unpolitischer Mensch zu sein. Als er den Reichstagsbrand voraussieht, wird er von den Nationalsozialisten zum Verräter erklärt, obwohl viele ihn für einen Nationalsozialisten gehalten haben, und in der Nacht vom 24. auf den 25. März 1933 von der SA ermordet, wozu wohl auch seine jüdische Herkunft beigetragen hat.

## Kritiken
„Ein diskutabler Beitrag zur wichtigen Thematik der Machtsituationen unseres Jahrhunderts.“

## Auszeichnungen
- Bei der Oscarverleihung 1989 war „Hanussen“ für den besten fremdsprachigen Film nominiert.
- Auf den Internationalen Filmfestspielen von Cannes erhielt der Film eine Nominierung für eine Goldene Palme.
- 1989 war der Film für einen Golden Globe in der Kategorie Bester fremdsprachiger Film nominiert.
- Ein Jahr zuvor erhielt Klaus Maria Brandauer beim Europäischen Filmpreis eine Nominierung als Bester Darsteller

Bei jeder der drei genannten Preisverleihungen gewann in der jeweiligen Kategorie immer der Film Pelle, der Eroberer von Bille August.